# Le Costaud des Épinettes
Pour plus de détails, voir Fiche technique et Distribution.
Le Costaud des Épinettes est un film français réalisé par Raymond Bernard, sorti en 1923.

## Fiche technique
- Titre : Le Costaud des Épinettes
- Réalisation : Raymond Bernard
- Scénario : Tristan Bernard et Alfred Athis
- Photographie : Raoul Aubourdier et Henri Stuckert
- Pays de production : France
- Format : Noir et blanc - 1,33:1 - Film muet
- Genre : comédie
- Durée : 51 minutes
- Date de sortie : 1923

## Distribution
- Germaine Fontanes : Irma Lurette
- Henri Debain : Claude Brevin
- Henri Collen : Le père Talbac
- Paul Vermoyal : Doizeau
- Fernand Mailly : Baron de Rouget
- André Davesne : Laurendier
- Albert Préjean : Un mauvais garçon
- Léo Courtois : André Michaud
- Jules de Spoly
- Georgette Sorelle
- Johanna Sutter